# Новокоронинські Виселки
Новокоронинські Виселки (рос. Новокоронинские Выселки) — хутір в Золотухинському районі Курської області Російської Федерації.
Населення становить 6 осіб. Входить до складу муніципального утворення Донська сільрада.

## Історія
Населений пункт розташований на території українського етнічного та культурного краю Східна Слобожанщина.
Від 2004 року входить до складу муніципального утворення Донська сільрада.

## Населення
| 2002 | 2010 |
| ---- | ---- |
| 25   | ↘6   |